# Loxura emana
Loxura emana är en fjärilsart som beskrevs av Hans Fruhstorfer 1912. Loxura emana ingår i släktet Loxura och familjen juvelvingar. Inga underarter finns listade i Catalogue of Life.